# Římskokatolická farnost Desná
Římskokatolická farnost Desná je církevní správní jednotka sdružující římské katolíky na území města Desná a v jeho okolí. Organizačně spadá do libereckého vikariátu, který je jedním z 10 vikariátů litoměřické diecéze. Centrem farnosti je kostel Nanebevzetí Panny Marie v Desné.

## Historie farnosti
Od roku 1903 byla v místě expozitura a od toho roku jsou také vedeny matriky. Farnost byla kanonicky zřízena a obsazena knězem od roku 1905. Před tímto datem byla spravována z Albrechtic.

### Duchovní správcové vedoucí farnost
Začátek působnosti jmenovaného v duchovní správě farnosti od roku:
- 1905 Otto Kumshoff, n. 2. 12. 1867 Cleve (D), o. 15. 4. 1895, † 19. 7. 1920
- 1910 Alois Braun, n. 1. 8. 1879 Bornheim (G), o. 8. 12. 1903, † 25. 5. 1959
- 1918 par. vacat, adm. int. Gerard. Gerkens, n. 23. 5. 1885 Scharrendorf, o. 14. 7. 1912 † 4. 11. 1943
- 1920 Augustin. Griessl, n. 28. 7. 1886 Bärringen, o. 19. 7. 1911
- 1921 par. vacat, adm. int. exc. Julius Kopřiwa, n. 4. 8. 1884 Eidlitz, o. 11. 7. 1909, † 12. 10. 1937
- 1. 8.  1922  Josephus Richter, n. 3. 8. 1894 Reichenberg, o. 23. 12. 1916, † 5. 5. 1977
- 1. 12. 1946 Anton. Mizera
- 5. 10. 1962 Zdeněk Maryška
- 1. 8. 1975 Antonín Bratršovský
- 1. 7. 1976 Josef Pavlas SDB
- 1. 4. 1979 Miroslav Šimáček
- 1. 8. 1992 Jan Nekuda
- 1. 6. 1996 Pavel Jančík
- 1. 9. 1996 Miroslav Šimáček
- 1. 9. 2000 Vladimír Novák
- 1. 8. 2012 Jozef Kadlic, admin. exc. z Příchovic
- 1. 7. 2020 Jiří Smolek, admin. exc. z Příchovic[2]

Kromě kněží stojících v čele farnosti, působili ve farnosti v průběhu její historie i jiní kněží. Většinou pracovali jako farní vikáři, kaplani, katecheté, výpomocní duchovní aj.

## Území farnosti
Do farnosti náleží území obce:
- Desná (Dessendorf)[p 2]

## Římskokatolické sakrální stavby na území farnosti
| Fotografie | Stavba                         | Místo  | Bohoslužby                      | Zeměpisné souřadnice             | Status       | Číslo kulturní památky           |        |
| Kostel | Kostel                         | Kostel | Kostel                          | Kostel                           | Kostel       | Kostel                           | Kostel |
| --- | ------------------------------ | ------ | ------------------------------- | -------------------------------- | ------------ | -------------------------------- | ------ |
| | Kostel Nanebevzetí Panny Marie | Desná  | bližší informace o bohoslužbách | 50°45′30″ s. š., 15°18′17″ v. d. | farní kostel | 11061/5-5703 (Pk•MIS•Sez•Obr•WD) |        |
| Některé drobné sakrální stavby a pamětihodnosti lze dohledat zde v databázi Drobné sakrální památky Zaniklé sakrální stavby lze dohledat zde v databázi Poškozené a zničené kostely, kaple a synagogy v České republice |                                |        |                                 |                                  |              |                                  |        |

Ve farnosti se mohou nacházet i další drobné sakrální stavby, místa římskokatolického kultu a pamětihodnosti, které neobsahuje tato tabulka.

## Příslušnost k farnímu obvodu
Z důvodu efektivity duchovní správy byl vytvořen farní obvod (kolatura) farnosti Příchovice, jehož součástí je i farnost Desná, která je tak spravována excurrendo. Přehled těchto kolatur je v tabulce farních obvodů libereckého vikariátu.